# Melanitis meforica
Melanitis meforica är en fjärilsart som beskrevs av Hans Fruhstorfer 1908. Melanitis meforica ingår i släktet Melanitis och familjen praktfjärilar. Inga underarter finns listade i Catalogue of Life.